# Ctenomys sericeus
Espèce
Statut de conservation UICN

 DD  : Données insuffisantes
Ctenomys sericeus est une espèce qui fait partie des rongeurs de la famille des Ctenomyidae. Comme les autres membres du genre Ctenomys, appelés localement des tuco-tucos, c'est un petit mammifère d'Amérique du Sud bâti pour creuser des terriers. Ce rongeur est endémique d'Argentine où il est considéré par l'UICN comme étant peut-être menacé.
L'espèce a été décrite pour la première fois en 1903 par le zoologiste américain Joel Asaph Allen (1838-1921).

## Publication originale
- Allen, 1903 : Descriptions of new Rodents from Southern Patagonia, with a note on the genus Euneomys Coues, and an addendum to article IV, on Siberian Mammals. Bulletin of the American Museum of Natural History, vol. 19, p. 185-196 (texte intégral).